# Charles Jensen (atlet)
 Der er flere personer med dette navn, se Charles Jensen.
Charles Jensen (født 27. juli 1906 i Aarhus-død 1991) var en dansk atlet medlem af Helsingør IF og Aarhus KFUM som vandt det danske mesterskab i i højdespring 1928.
Charles Jensen var en af landets bedste tikæmpere med speciale i disciplinerne stangspring og 110 meter hækkeløb. Pudsigt nok blev det i højdespring, som for ham var en sekundær disciplin, hvor han vandt sit eneste DM-guld. At han ikke vandt flere medaljer ved nationale mesterskaber, kan skyldes, ud over skader, at mesterskaberne til vis del blev afholdt om søndagen i kirketiden, hvilket dengang forhindrede Aarhus KFUMs idrætsfolk i at deltage. Charles Jensen gik på den dengang nybyggede Samsøgades Skole, hvor han var klasse- og sidekammerat med H. C. Hansen, der sidenhen blev Danmarks statsminister.

## Danske mesterskaber
- Bronze 1929 Højdespring 1,75
- Guld 1928 Højdespring 1,75